# Förhandsbesked (kommunalrätt)
Ett förhandsbesked i bygglovsärenden kan ges av byggnadsnämnden på en förfrågan från den enskilde om ett bygglov kan komma att tillåtas på en viss plats.
En förfrågan är inte samma sak som en riktig bygglovsansökan men vid ett positivt förhandsbesked är detta bindande för byggnadsnämnden om en bygglovsansökan senare lämnas in. Byggnadsnämnden är bunden vid sitt förhandsbesked i två år.